# Vincenzo Giustiniani der Jüngere

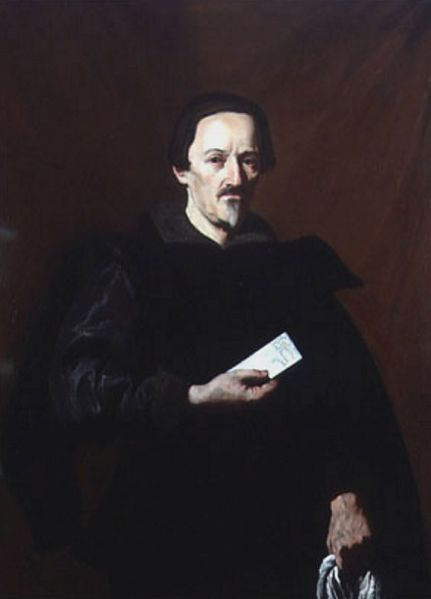
Vincenzo Giustiniani der Jüngere

Vincenzo Giustiniani der Jüngere (* 13. September 1564 in Chios; † 27. Dezember 1637 in Rom), genannt Marchese Giustiniani, Neffe des Kardinals Vincenzo Giustiniani, war ein italienischer Adliger, Bankier und Kunstsammler.
Im Jahre 1566, als Chios von genuesischem Besitz an das Osmanische Reich überging, kam er mit seiner Familie nach Rom, wo er aufwuchs. 1606 ist seine Anwesenheit in Faenza bezeugt, wo er im dortigen Dom ein Bild Dosso Dossi zugeordnet haben soll. Im selben Jahr unternahm er eine fünfmonatige Reise über Deutschland nach England und auf dem Rückweg über Frankreich. Sein Reisebegleiter Bernardo Bizoni führte darüber ein Tagebuch.
Er wird als Mann mit vielseitigen Interessen geschildert: von Geschichte und Philosophie (insbesondere Stoizismus) über Astrologie und Medizin bis zur Wahrsagerei. Das Verzeichnis seiner Bibliothek im Palazzo Giustiniani in Rom enthält fast 400 Werke. Besondere Bewunderung hegte er für den Maler Caravaggio. 1815 kamen 70 seiner Gemälde nach Berlin und dienten 1830 zum Aufbau des Alten Museums (Siehe: Sammlung Giustiniani).
Seine kommentierenden Schriften zu seiner Sammlung wurden 1981 von Anna Banti unter dem Titel Discorsi sulle arti e sui mestieri veröffentlicht.